# أنتوني اورميرود
أنتوني اورميرود (بالإنجليزية: Anthony Ormerod)‏ هو لاعب كرة قدم بريطاني في مركز الوسط، ولد في 31 مارس 1979 في ميدلزبرة في المملكة المتحدة. لعب مع نادي بوري ونادي سكاربورو ونادي كارلايل يونايتد ونادي ميدلزبره ونادي هارتلبول يونايتد ونادي يورك سيتي.

## وصلات خارجية
- أنتوني اورميرود على موقع قاعدة بيانات كرة القدم.إي يو (الإنجليزية)
- أنتوني اورميرود على موقع Soccerbase.com (لاعب) (الإنجليزية)
- أنتوني اورميرود على موقع عالم كرة القدم.نت (الإنجليزية)